# Falsk rödmunstetra
Falsk rödmunstetra eller purpurhuvudstetra (Petitella georgiae) är en fiskart som beskrevs 1964 av de franska iktyologerna Jacques Géry och Henri Boutière. Den ingår i släktet Petitella och familjen laxkarpar (Characidae). Inga underarter finns listade i Catalogue of Life. Arten förekommer i Peru och Brasilien. Falsk rödmunstetra förväxlas ofta med släktingarna rödmunstetra (Petitella bleheri, även kallad rödhuvudstetra – den lever i Colombia och Brasilien) och purpurtetra (Petitella rhodostoma, som förekommer i Venezuela och Brasilien). Till skillnad från falsk rödmunstetra har dessa två arter intensivare färger, och ingen av dem förekommer i Peru.

## Bilder

En översikt över snarlika Petitella
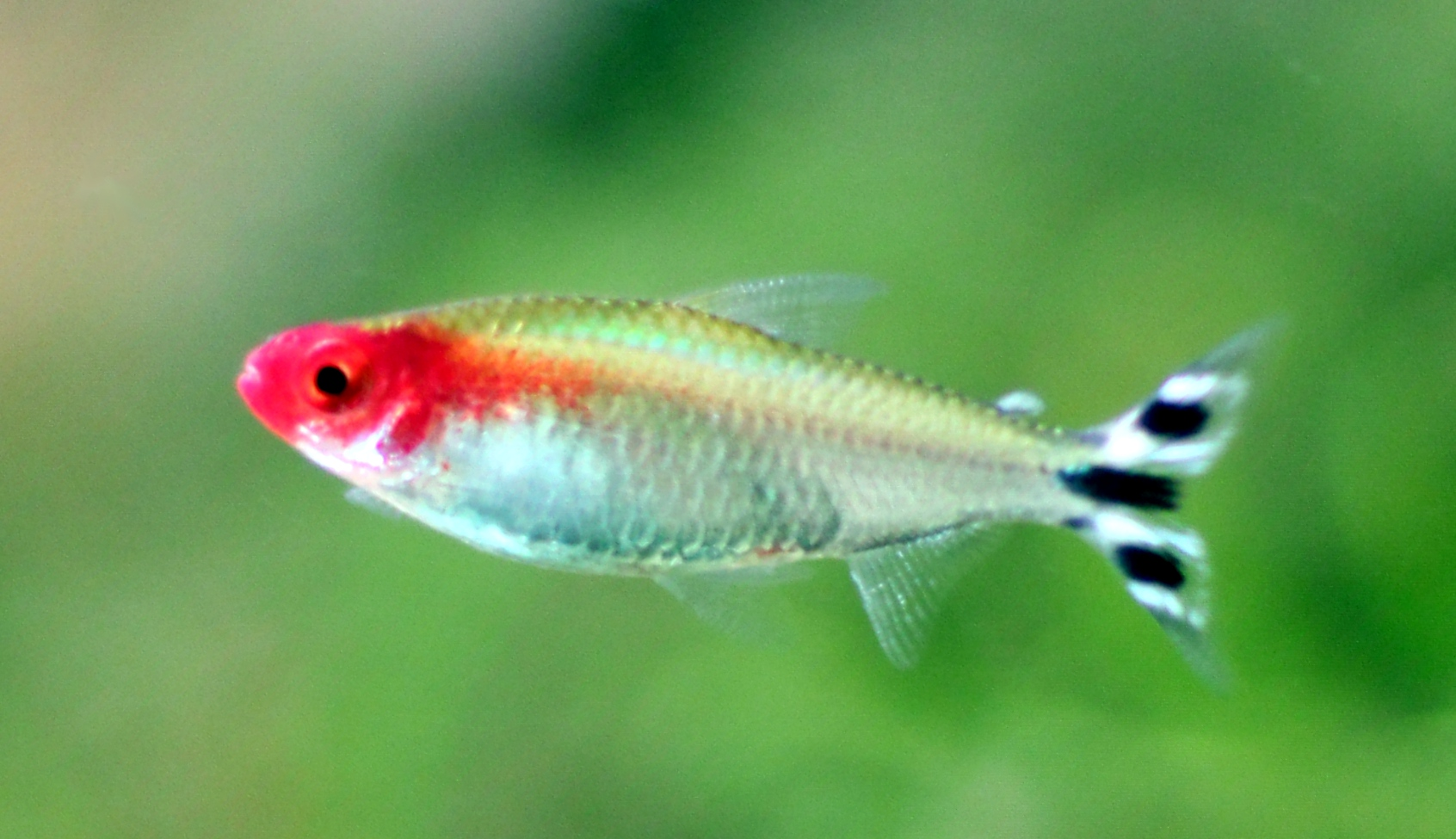
Rödmunstetra (Petitella bleheri)
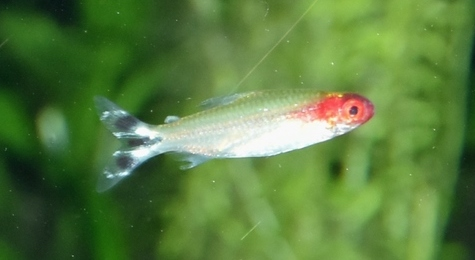
Falsk rödmunstetra (Petitella georgiae)
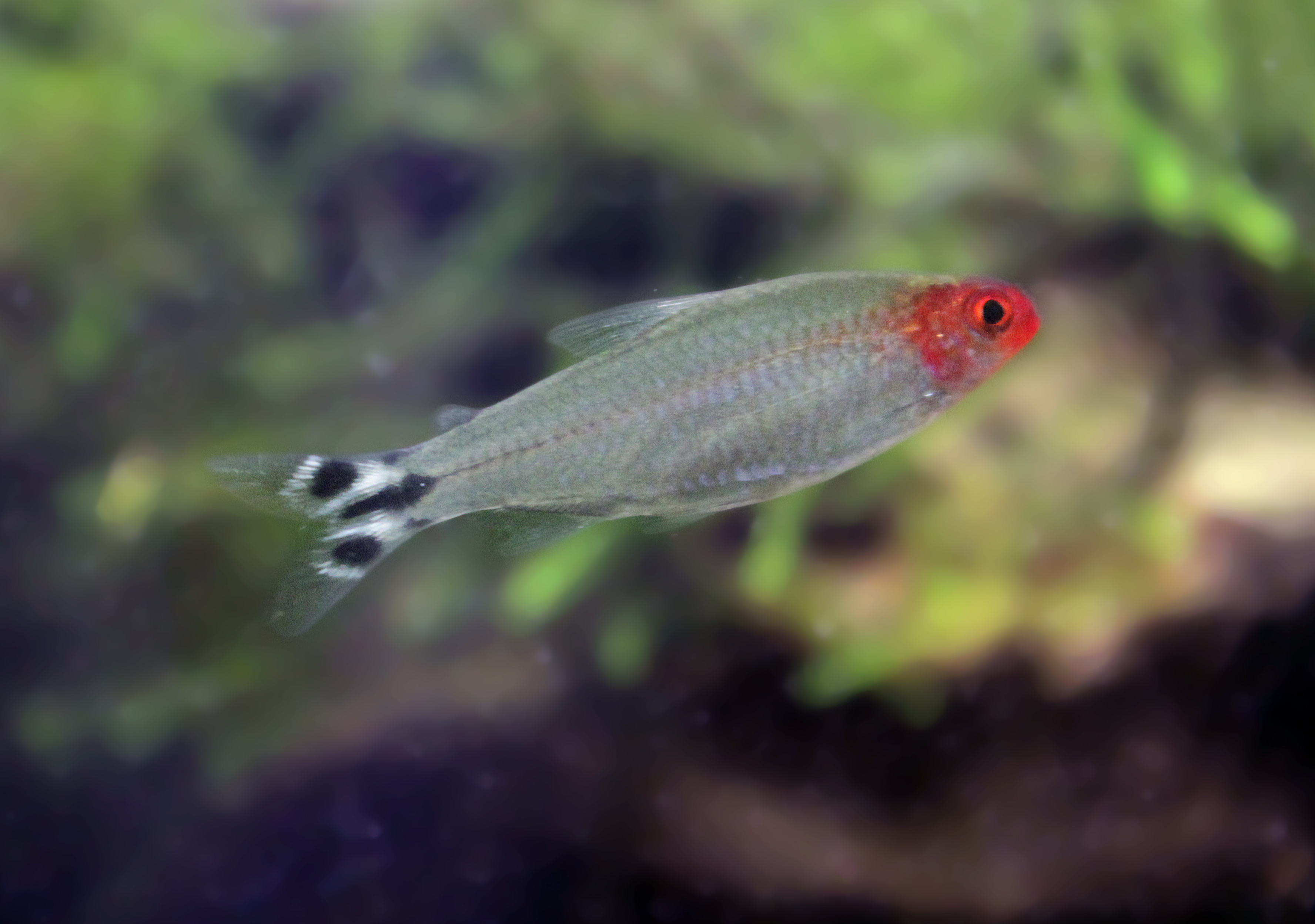
Purpurtetra (Petitella rhodostoma)